# سولفيرينو
سولفيرينو هي بلدة صغيرة في مقاطعة مانتوا، لومباردي، شمال إيطاليا، على بعد حوالي 10 كيلومتر (6.2 ميل) جنوب بحيرة جاردا.

## نبذة
اشتهرت بقربها من موقع معركة سولفرينو في 24 يونيو 1859، وهي جزء من حرب الاستقلال الإيطالية الثانية، وانتهت المعركة بالاستيلاء الإيطالي الفرنسي على روكا ، القلعة التي كانت آنذاك في أيدي النمساويين.
كانت معركة سولفرينو وسان مارتينو أكبر معركة منذ لايبزيغ عام 1813، حيث قاتل أكثر من 234000 جندي لحوالي 12-14 ساعة و 29000 ضحية (14000 نمساوي-فينيسيا و 15000 فرانكو سردينيا) وحوالي 10000 سجين (8000 نمساوي- البندقية و 2000 فرانكو سردينيا)، ومن حيث عدد القتلى، كانت أكبر من معركة واترلو.
وشهد الجرحى في المعركة رجل الأعمال السويسري جان هنري دونان، الذي سافر إلى إيطاليا للقاء الإمبراطور الفرنسي نابليون الثالث بهدف مناقشة الصعوبات في ممارسة الأعمال التجارية في الجزائر، في ذلك الوقت التي كانت تحتلها فرنسا.
خوفًا من معاناة الجنود الجرحى الذين تركوا في ساحة المعركة، تخلى دونان تمامًا عن النية الأصلية لرحلته وكرس نفسه لعدة أيام للمساعدة في علاج الجرحى ورعايتهم، ولقد نجح في تنظيم مستوى هائل من مساعدات الإغاثة من خلال تحفيز القرويين المحليين على المساعدة دون تمييز.
بعد عودته إلى منزله في جنيف، شرع في عملية أدت إلى اتفاقيات جنيف وإنشاء اللجنة الدولية للصليب الأحمر من خلال تأليف كتاب بعنوان ذكرى سولفرينو والذي نشره بأمواله الخاصة في عام 1862 وبالتالي بدأ العملية.
في الفترة من 23 إلى 28 يونيو 2009، بمناسبة الذكرى 150 للمعركة، أقيمت في سولفرينو، سلسلة من الأحداث التي جمعت الآلاف من متطوعي حركة الصليب الأحمر والهلال الأحمر من جميع أنحاء العالم، تحت اسم احتفالات سولفرينو 2009.

## موقع
سولفرينو هي بلدة تقع في السفوح الشمالية لوادي بو، في مانتوفا العليا وعلى الحدود مع مقاطعة بريشيا.
المنطقة البلدية الممتدة حتى 13.08 كيلومتراً مربع، هي جزء من مدرج مورايني لبحيرة غاردا، يقع على بعد بضعة كيلومترات إلى الشمال، والارتفاع في قاعة المدينة 124 متر فوق مستوى سطح البحر. ليس بعيدًا أيضًا تقع مقاطعة فيرونا، مع مدينتي بشيرا ديل جاردا وفلقيو سول منسيو، على بعد بضعة كيلومترات فقط إلى الشرق.
يقع على بعد 35 كم من مانتوفا (عاصمة المقاطعة)، و40 كم من بريشيا و 45 كم من فيرونا.
يحدها من الشمال بريشيا (لوناتو ديل جاردا) ومن الشرق كافريانا ومن الجنوب غيديزولو ومن الجنوب الغربي ميدول ومن الغرب كاستيجليون ديلي ستيفيير.

## التسمية
يمكن العثور على أصول الاسم في صفة الكبريت في القرون الوسطى، والتي ربما تشير إلى تيار كبريتي، مع إشارة محتملة إلى الانبثاق الكبريتي من مدرج مورايني في غاردا.

## المعالم السياحية الرئيسية
- روكا دي سولفرينو، المعروفة باسم «جاسوس إيطاليا»، يبلغ ارتفاعها 23 متراً، وقد أقيمت عام 1022. تم العثور على تذكارات داخلية للمعركة التي دارت في 24 يونيو 1859. تتولى شركة Società Solferino e San Martino ، وهي هيئة تأسست عام 1870، حمايتها والحفاظ عليها.
- نصب الصليب الأحمر التذكاري، الذي أقيم عام 1959، تخليداً لذكرى مؤسس الصليب الأحمر جان هنري دونان.
- ساحة كاستيلو، حيث أقيمت قلعة أورازيو غونزاغا.
- نصب تذكاري لتوحيد إيطاليا.

## المتاحف
- مخزن عظام سولفرينو، ١٨٧٠.
- يحتل متحف ريسوجمنتل اوف سولفرينو وسان مارتينو، الذي تم إنشاؤه في عام 1931، ثلاث غرف حيث توجد شهادات من معركة 24 يونيو 1859. تجمع مساحة المعرض هذه المواد من فترة ريسوجمنتل بأكملها، من العصر النابليوني إلى حرب الاستقلال الثالثة.
- متحف لا روكا، المعروف باسم «جاسوس إيطاليا» بسبب موقعه المهيمن على حدود لومباردي-فينيتو.

## الأحداث
كل عام في القرية يقام عيد الربيع وسوق للأطفال، وهو سوق للفنون والحرف اليدوية للحياة اليومية مع السرد والرسوم المتحركة، وبالإضافة إلى ذلك، في يونيو، هناك الآن مهرجان البيرة الشهير، وهو عامل جذب كبير للجمهور الشباب في مقاطعات مانتوفا وبريشيا وفيرونا.
يتم تنظيم عمليات إعادة تمثيل تاريخية لمعركة سولفيرينو وسان مارتينو بشكل دوري وبمناسبة الذكرى 150، أقيم في 28 يونيو 2009.
علاوة على ذلك، في كل عام في عطلة نهاية الأسبوع الأقرب إلى 24 يونيو، تخليدا لذكرى المعركة التي شهدها هنري دونان والتي ألهمته لإنشاء الصليب الأحمر الدولي، هناك سلسلة من الأحداث التي تنظمها الجمعية نفسها يمكن للأعضاء فيها حضور دورات مختلفة، وبلغت ذروتها مع موكب موحي مضاء بالشعلة تم الاحتفال به مساء السبت، من ساحة كنيسة سولفرينو إلى كاستيجليون ديلي ستيفيير.

## المدن التوأم
توأمت Solferino مع:
- Solférino, France, since 1963
- Châtillon-sur-Indre, France, since 2003